# Linda Monsen Merkesdal
Linda Monsen Merkesdal (nascida a 12 de abril de 1973) é uma política norueguesa.
Ela foi eleita representante no Storting pelo círculo eleitoral de Hordaland para o período 2021-2025, pelo Partido Trabalhista. Ela também foi vice-representante no Storting 2017-2021.